# Дахла-Оазис (аэропорт)
Аэропорт Дахла-Оазис (араб. مطار واحة الداخله‎; ИАТА: DAK, ИКАО: HEDK) — аэропорт в Египте, расположенный в оазисе Дахла в мухафазе Вади-эль-Гедид.
В аэропорту имеется командно-диспетчерский пункт и метеослужба. Взлётно-посадочная полоса аэропорта покрыта асфальтом и имеет длину 2470 м.
По состоянию на 2018 год, в аэропорту Дахла-Оазис были размещены разведывательно-ударные беспилотные летательные аппараты Wing Loong 1 вооружённых сил Египта.